# Jutsajaure
Jutsajaure är en sjö i Gällivare kommun i Lappland och ingår i Luleälvens huvudavrinningsområde. Sjön har en area på 1,11 kvadratkilometer och ligger 420,3 meter över havet. Jutsajaure ligger i Stubba Natura 2000-område. Sjön avvattnas av vattendraget Jutsajåkkå. Vid provfiske har bland annat abborre, gädda, harr och mört fångats i sjön.

## Delavrinningsområde
Jutsajaure ingår i det delavrinningsområde (744511-168240) som SMHI kallar för Utloppet av Jutsajaure. Medelhöjden är 476 meter över havet och ytan är 18,09 kvadratkilometer. Det finns inga avrinningsområden uppströms utan avrinningsområdet är högsta punkten. Jutsajåkkå som avvattnar avrinningsområdet har biflödesordning 3, vilket innebär att vattnet flödar genom totalt 3 vattendrag innan det når havet efter 230 kilometer. Avrinningsområdet består mestadels av skog (71 procent) och sankmarker (22 procent). Avrinningsområdet har 1,16 kvadratkilometer vattenytor vilket ger det en sjöprocent på 6,4 procent.

## Fisk
Vid provfiske har följande fisk fångats i sjön:
- Abborre
- Gädda
- Harr
- Mört
- Sik
- Småspigg